# 宮武将吾
宮武 将吾（みやたけ しょうご、11月11日 - ）は、RSK山陽放送のアナウンサー。

## 来歴
香川県三豊市詫間町出身。入社前には東京アナウンスセミナーに通っていた。
2006年に山陽放送（当時の社名）に入社し、同期の辻文香とともに同局のアナウンサーになる。
入社から17年後の2023年6月、第48回（2022年度）アノンシスト賞のTVスポーツ実況部門で優秀賞を受賞した。審査対象となったのは、2022年10月に行われたバスケットボールB3リーグのトライフープ岡山対岐阜スゥープス戦中継であった。

## 担当番組

### テレビ番組
- VOICE21
- イブニングDonDon
- RSKイブニングニュース
- RSKイブニング5時
- VOICE愛
- 小橋絵利子のスマイルGOLF[6] → SUNDAYスマイルGOLF[7]
- 情報マルシェ 3時のおやつ
- 情報ワイド あれスタ[8]
- VOICE de GO!

### ラジオ番組
- 宮武将吾のおつかれさまでした！[9]
- 朝です。全員起立！[10]
- 朝耳らじおGoGo[11]
- ファジアーノ岡山FC実況生中継